# Puybrun
Puybrun település Franciaországban, Lot megyében. Lakosainak száma 993 fő (2022. január 1.). Puybrun Bilhac, Liourdres és Tauriac községekkel határos.

## Népesség
A település népességének változása:
| Lakosok száma | 676  | 630  | 672  | 846  | 914  | 957  | 1005 | 1015 | 1020 | 993  |
|               | 1968 | 1982 | 1990 | 2006 | 2013 | 2015 | 2017 | 2019 | 2020 | 2022 |